# Historia LGBT en Uruguay
La historia de la comunidad LGBT en Uruguay ha estado marcada por una serie de momentos clave que reflejan una lucha constante por el reconocimiento y la igualdad de derechos a lo largo de los siglos XIX y XXI. 

## SigloXIX: criminalización
En 1889, se promulgó el Código Penal de la República Oriental del Uruguay, que incluía un artículo (el 278) que criminalizaba la sodomía, imponiendo penas de prisión de cuatro a seis años a quienes mantenían relaciones homosexuales. Este artículo representó la criminalización de la homosexualidad en el país.

## SigloXX: despenalización y visibilización
En 1934, se produjo un importante avance con la promulgación de la Ley 9414, que estableció un nuevo Código Penal y despenalizó la homosexualidad en Uruguay, y estableció la edad de consentimiento igual para todos, independientemente de su orientación sexual o identidad de género, marcando el fin de la persecución legal basada en la orientación sexual.
Sin embargo, en 1976, la comunidad LGBT enfrentó un evento trágico cuando el jefe de policía de Montevideo ordenó la detención de más de 300 homosexuales en una controvertida "limpieza de la ciudad de la actividad perniciosa del homosexualismo", dejando al descubierto la discriminación y el estigma que aún existían.
A partir de la década de 1980, se observaron avances significativos en la lucha por los derechos LGBT en Uruguay. En 1984, se creó la Fundación Escorpio, la primera organización LGBT en el país, que desempeñó un papel crucial en la defensa de los derechos de la comunidad. Ese mismo año, se inauguró Mefisto, la primera discoteca LGBT de Montevideo, que se convirtió en un importante punto de encuentro y expresión para la comunidad, también se destacan los bares Arcoíris y Controversia como refugios seguros para la comunidad LGBTIQ+. En 1988, se fundó Homosexuales Unidos (HU), una agrupación que tenía como objetivo principal la defensa de los derechos LGBT, especialmente ante las redadas policiales.
La comunidad LGBT continuó ganando visibilidad en Uruguay a lo largo de los años. En 1993, se realizó la primera Marcha del Orgullo Homosexual en Montevideo, un evento importante que permitió a la comunidad alzar la voz y exigir igualdad de derechos.

## SigloXXI: avances legales y registro

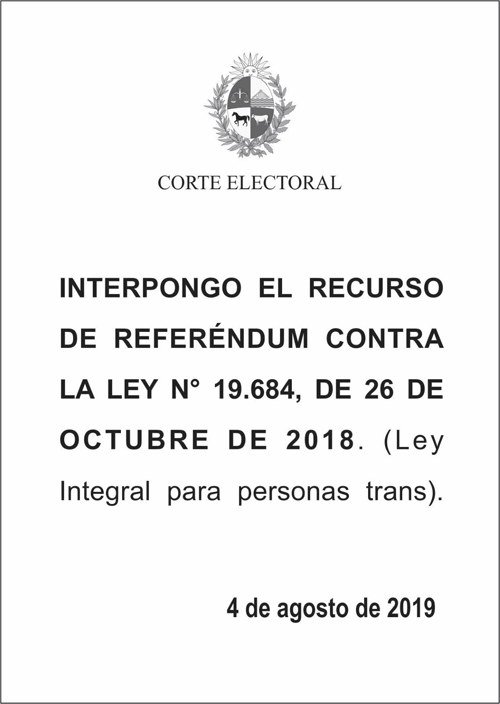
Papeleta utilizada en la consulta para convocar a referéndum contra la Ley Trans.

En el siglo XXI, se lograron avances significativos en la legislación. En 2004, se promulgó la Ley 17817, que declaró de interés nacional la lucha contra la discriminación, incluyendo la orientación e identidad sexual.
En 2008, entró en vigor la ley de unión civil, otorgando reconocimiento legal a las parejas del mismo sexo. Esta medida otorgó beneficios de salud, herencia, derechos parentales y pensiones a las parejas LGBT.
Al año siguiente se levantaron barreras en el ámbito militar, permitiendo que las personas gays, lesbianas y bisexuales sirvieran abiertamente en las fuerzas armadas a partir de 2009. Ese mismo año, Uruguay dio otro paso progresista al permitir la adopción conjunta por parte de parejas del mismo sexo, allanando el camino para las familias LGBT. Además, en el mismo año, se permitió a las personas transgénero mayores de 18 años cambiar su nombre y género legal en documentos oficiales sin necesidad de someterse a cirugías o terapias hormonales.
En 2013, por medio de la ley de matrimonio igualitario Uruguay se convirtió en el primer país de América Latina en legalizar el matrimonio entre personas del mismo sexo, brindando a estas parejas los mismos derechos y responsabilidades que las parejas heterosexuales. En ese año, según la Spartacus International Gay Guide, Uruguay ha sido clasificado como el país líder en América Latina en cuanto a la aceptación social de la comunidad LGBTI, destacadose como un destino potencialmente atractivo para el turismo LGBTI, donde las personas de esta comunidad pueden sentirse bienvenidas y aceptadas.
En 2016, Uruguay recibió el reconocimiento internacional de Americas Quarterly como el país más amigable con la comunidad LGBT en América Latina, destacándose como un modelo de inclusión social. El país también albergó la primera conferencia internacional sobre derechos LGBT en la región, con la participación de líderes políticos y activistas de todo el mundo.
En 2018, se aprobó la Ley Integral para Personas Trans en el Parlamento, un paso importante hacia la igualdad de derechos para las personas transgénero en Uruguay.
A pesar de algunos desafíos, como el intento de convocar una consulta popular para convocar a referéndum contra la Ley Integral para Personas Trans en 2019, que no tuvo éxito, Uruguay ha avanzado significativamente en la promoción de la igualdad y la aceptación de la diversidad sexual en las últimas décadas.
Uruguay ha avanzado en la inclusión de la comunidad LGBTI gracias a leyes progresistas que reducen la discriminación. Aunque existen desafíos persistentes, el país destaca por su enfoque en recopilar datos sobre la inclusión de personas LGBTI. El país ha demostrado que promover los derechos LGTBI no solo es un acto de justicia, sino que también conlleva beneficios económicos y sociales significativos.